# Odinic rite
L'Odinic Rite (Rito odinico) è un'organizzazione appartenente al movimento religioso dell'Etenismo.

## Storia
Sotto l'influenza del gruppo di studio di Else Christensen, John Yeowell (nome odinico "Stubba") nel 1973, in Inghilterra, fonda il Comitato per la restaurazione del Rito odinico/ Comitato odinista .
Nel 1980 l'organizzazione cambia nome in The Odinic Rite dopo aver riscontrato un interesse diffuso nella restaurazione del rito odinista nel Regno Unito.
Nel 1988 L'Odinic Rite è la prima organizzazione religiosa politeista ad accedere alle sovvenzioni del Registered Charity britannico. Di fatto questo contributo non incrementa le entrate della tesoreria dell'organizzazione, tuttavia per gli affiliati al gruppo questo rappresenta una segno tangibile dell'interesse generale verso la fede odinista. 
Nel 1989 Yeowell rassegna le dimissioni dal direttivo dell'OR, La Corte dei Gothar (Court of Gothar CG). All'unanimità il direttivo della CG elegge Heimgest quale nuovo direttore, questi ricopre la carica ufficialmente il 23 aprile del 1989 con una cerimonia nel sito della cosiddetta White Horse Stone nel Kent.
Prima della sua adesione all'Odinic Rite Heimgest ha fatto parte di un piccolo gruppo inglese chiamato Heimdall league (Lega di Heimdall) la cui attività terminerà a metà degli anni '80. Alcuni aderenti al gruppo seguirono Heimgest nel passaggio all'O.R. considerandolo il modo più funzionale per servire al meglio la Fede, il Volk e la Famiglia (il trinomio Faith, Folk and Family è il motto inserito nel logo stesso dell'O.R. e ha origine nelle nove virtù nobili e ne i nove incarichi codificati da Yeowell sulla base dell'Edda poetica). 
Heimgest, attualmente (2007), è ancora direttore della Corte dei Gothar.
John Yeowell rassegna le dimissioni nel 1991 dalla Corte dei Gothar e, sempre nel 1991 lascia l'Odinic Rite. Sempre in quest'anno, un membro espulso dall'OR, Ingvar Harrison instaura un gruppo rivale denominato anch'esso Odinic Rite. nel 1996 Yeowell accetta di rientrare ufficialmente nell'Odinic Rite ufficiale. Poco dopo il rientro di Yeowell, Harrison rinomina il suo gruppo in Odinist Fellowship.
Nel 1995 un membro tedesco dell'O.R. ottiene il permesso di fondare l'"Odinic Rite Deutschland". Più tardi, sotto una nuova direzione, questo gruppo dichiarerà la propria indipendenza pur continuando ad utilizzare il nome Odinic Rite. Nel maggio del 2006, i membri dell'ORD votano per rinominare il loro gruppo "Verein für germanisches Heidentum" per sancire il loro definitivo distacco dall'Odinic Rite.
Nel 1997 l'Odinic Rite forma, con le organizzazioni anglofone Asatru Alliance (AA)e Asatru Folk Assembly  (AFA) la International Asatru-Odinic Alliance, un gruppo transnazionale che si propone di diffondere i principi dell'Odinismo/Ásatrú. Ad essi si unisce, nel 1999, l'organizzazione australiana Assembly of Elder Troth.
La maggiore campagna intrapresa dal gruppo IAOA si manifestò contro il cosiddetto Progetto Megiddo nel 1999. Il dossier dell'FBI includeva gli odinisti in una lista di potenziali terroristi del nuovo millennio.

## Struttura
Il direttivo dell'OR si chiama Corte dei Gothat.
L'OR ha ramificazioni in Francia (ORF), in Australia (1995), nell'America settentrionale (dal 1997 con la denominazione OR Vinland). Nel Regno Unito, in Australia e in diversi stati degli USA, l'Odinic Rite è un'associazione legalmente riconosciuta. 
L'unità di base dell'O.R. è definita Hearth (focolaio), i cui aderenti si occupano dell'organizzazione dei cosiddetti blótar (voce plurale di Blót, cioè il rituale principale dell'odinismo). 
L'affiliato, prima di diventare membro, ha un periodo di apprendistato.
Sulla scia della tradizione segnata da Else Christensen, l'OR favorisce la pratica della religione odinista tra i carcerati (soprattutto nell'apparato carcerario degli Stati Uniti): tra i membri vengono anche accettati carcerati.
Gli affiliati all'OR definiscono la loro organizzazione come politicamente neutrale: le posizioni politiche vengono ritenute espressioni della libertà individuale e non determinanti o rappresentative della realtà dell'Odinic Rite.

## Rapporti con organizzazioni italiane
L'Odinic Rite intrattiene rapporti con l'organizzazione italiana Comunità Odinista. La C.O., pur non essendo parte dell'Odinic Rite aderisce agli stessi principi dottrinali ( e formali) del gruppo anglosassone. Dal 1998 i membri della Comunità Odinista presiedono a riunioni e ai blótar dell'Odinic Rite. Nella primavera del 2006 alcuni affiliati dell'Odinic Rite hanno soggiornato per diversi giorni tra Piemonte e Valle d'Aosta per partecipare a blótar, ospiti di affiliati della C.O. 
La struttura organizzativa è simile (la Corte dei Gothar nella versione italiana è definita "corte di Gambara", periodo di apprendistato degli affiliati, adesione alle nove virtù nobili e ai nove incarichi della tradizione odinista). Per stessa ammissione dei suoi affiliati, l'influenza dell'odinismo anglosassone ha giocato un ruolo determinante nella formazione della coscienza e nella fondazione della C.O.(1994).

## The Book of Blótar
"Il libro dei blóts" è un libro di rituali pubblicato dall'Heimdall league dell'Odinic Rite. Pubblicato la prima volta nel 1991, notevolmente ampliato nel 1993 e aggiornato nelle successive edizioni, descrive i 12 maggiori rituali mensili dell'Odinic Rite, e Riti di Passaggio, un Blót per la cura, un "Battesimo" (cerimonia in cui viene dato il nome) della Spada, un rituale per la bonifica della terra, un rito per la consacrazione dello stemma, brevi invocazioni e rituali quotidiani. C'è anche una spiegazione dettagliata delle necessità e dei propositi per compiere il rituale (ad esempio sono descritti gli abiti di cerimonia).
L'Odinic Rite continua a praticare questi rituali e più recentemente sono pubblicati rituali mensili nel giornale dell'OR Briefing. Queste pubblicazioni, costose e poco maneggevoli, sono state raccolte in un unico volume. Comunque, è bene notare che questo libro è stato pubblicato dal e per l'Odinic Rite e i rituali e gli altri contenuti non sono applicabili ad ogni altro gruppo eteno.